# Fernando Caycedo Sanz de Santamaría
Fernando de Caycedo y Sanz de Santamaría (Santafé, 13 de mayo de 1796-Santafé, 15 de junio de 1864) fue un oficial del ejército, político y funcionario colombiano. Fue gobernador de la provincia de Bogotá en tres ocasiones durante el siglo XIX.

## Biografía
Tras la disolución de la Gran Colombia el país se reorganiza en provincias y se establece que el Gobernador del Departamento será a su vez el de la provincia de la ciudad capital, quedando nombrado Fernando Caicedo Sanz de Santamaría el 21 de agosto de 1846 – 1 de febrero de 1847 y diciembre de 1847 – 20 de diciembre de 1847 como gobernador de la provincia de Bogotá.

## Familia
Hijo de Luis de Caycedo y Flórez y de María Josefa de Sanz de Santamaría y Prieto de Salazar de dos familias de la aristocracia neogranadina. Casado con Fausta D'Elhuyar Bastida hermana del prócer Luciano D'Elhuyar Héroe de la Guerra de la Independencia de Colombia, hija del químico y naturalista español Juan Jose D'Elhuyar.